# Pierre Dupont de Bigorre
Pierre Charles François Dupont, né le 22 décembre 1740 à Domfront (Orne), mort le 19 brumaire an II (9 novembre 1793) à Paris, est un homme politique de la Révolution française. Il est surnommé Dupont de Bigorre pour être différencié de son collègue conventionnel Jacob-Louis Dupont, député d'Indre-et-Loire. 

## Biographie
En mai 1789, Pierre Dupont, alors avocat à Barèges, est élu représentant du tiers-état, le deuxième, aux côtés de Bertrand Barère, pour la sénéchaussée de Bigorre, aux États-généraux. En mai 1791, il vote contre le rattachement du Comtat Venaissin à la France.  
La monarchie prend fin à l'issue de la journée du 10 août 1792. En septembre de la même année, Pierre Dupont est élu député du département des Hautes-Pyrénées, le deuxième sur six, à la Convention nationale.   
Il siège sur les bancs de la Plaine. En décembre 1792, il est désigné, aux côtés de Cambacérès, de Dubois-Crancé et de Thuriot, commissaire chargé d'annoncer à Louis XVI qu'il dispose du droit de choisir sa défense lors de son procès. Au terme de celui-ci, il vote « la mort avec sursis, jusqu'à l'expulsion de la famille des Bourbons » et se prononce en faveur de l'appel au peuple et du sursis à l'exécution. En avril 1793, il vote en faveur de la mise en accusation de Jean-Paul Marat qu'il regarde « comme un de leurs instruments les plus dangereux » des « tyrans et [des] agents de la tyrannie ». En mai de la même année, il vote en faveur du rétablissement de la Commission des Douze.  
Pierre Dupont meurt au cours de son mandat le 19 brumaire an II (9 novembre 1793), son décès étant annoncé à la Convention par Jean-Baptiste Clauzel. Il est remplacé en pluviôse an II (janvier 1794) par Pierre Guchan. 